# تری فانک
 تری فانک (انگلیسی: Terry Funk؛ زادهٔ ۳۰ ژوئن ۱۹۴۴ در گذشت ۲۴ اگست ۲۰۲۳ ) هنرپیشه کشتی گیر حرفه‌ای اهل ایالات متحده آمریکا بود.

## گزیده فیلمشناسی
از فیلم‌ها یا برنامه‌های تلویزیونی که وی در آن نقش داشته‌است می‌توان به آثار زیر اشاره کرد.
- کوچه بهشت (1978)
- در اوج (فیلم) (1987)
- بار کنار جاده (1989)
- چراغ‌های جمعه‌شب (2004)